# Wysszaja liga kirgiska w piłce nożnej (2011)
Wysszaja liga (2011) – 20. edycja najwyższej piłkarskiej klasy rozgrywkowej w Kirgistanie. W rozgrywkach wzięło udział 6 drużyn, grając systemem kołowym w 4 rundach. Tytułu nie obroniła drużyna Neftczi Koczkorata. Nowym mistrzem Kirgistanu został zespół Dordoj Biszkek. Tytuł króla strzelców zdobył Władimir Werewkin, który w barwach klubu Ałga Biszkek strzelił 12 goli.

## Tabela końcowa
| Lp. | Drużyna            | M  | Z  | R | P  | Bramki | Bramki | Różn. | Pkt | Uwagi |
| --- | ------------------ | -- | -- | - | -- | ------ | ------ | ----- | --- | ----- |
| 1   | Dordoj Biszkek     | 18 | 13 | 3 | 2  | 54     | 12     | +42   | 42  |       |
| 2   | Neftczi Koczkorata | 18 | 10 | 5 | 3  | 32     | 14     | +18   | 35  |       |
| 3   | Abdysz-Ata Kant    | 18 | 8  | 4 | 6  | 37     | 24     | +13   | 28  |       |
| 4   | Ałga Biszkek       | 18 | 5  | 5 | 8  | 29     | 36     | −7    | 20  |       |
| 5   | Ałaj Osz           | 18 | 3  | 3 | 12 | 25     | 36     | −11   | 12  |       |
| 6   | Issyk-kul Karakoł  | 10 | 1  | 0 | 9  | 8      | 63     | −55   | 3   |       |

Zespół Issyk-kul Karakoł wycofał się po rundzie wiosennej.

## Najlepsi strzelcy
| LP | Piłkarz             | Drużyna            | Bramki |
| -- | ------------------- | ------------------ | ------ |
| 1  | Władimir Werewkin   | Ałga Biszkek       | 12     |
| 2  | Kajumżan Szaripow   | Dordoj Biszkek     | 10     |
| 3  | David Tetteh        | Dordoj Biszkek     | 9      |
| 4  | Rusłan Dżamszidow   | Neftczi Koczkorata | 7      |
| 4  | Anton Ziemlianuchin | Abdysz-Ata Kant    | 7      |
| 4  | Ałmaz Mirzalijew    | Abdysz-Ata Kant    | 7      |